# Phú Xá (phường)
Phú Xá là một phường thuộc thành phố Thái Nguyên, tỉnh Thái Nguyên, Việt Nam.

## Địa lý
Phường Phú Xá nằm ở phía đông nam thành phố Thái Nguyên, có vị trí địa lý:
- Phía đông giáp phường Cam Giá
- Phía tây giáp phường Tân Lập và phường Tích Lương
- Phía nam giáp phường Trung Thành
- Phía bắc giáp phường Gia Sàng.

Phường Phú Xá có diện tích 4,27 km², dân số năm 1999 là 7.830 người, mật độ dân số đạt 1.834 người/km².
Ngoài hai tuyến đường chính của thành phố là đường 3/2 (quốc lộ 3) và tuyến đường Cách mạng tháng 8 (quốc lộ 37) chạy qua, trên địa bàn Phú Xá còn có tuyến đường Phú Xá với mặt đường rộng 10,5m và đường sắt Hà Nội - Quan Triều. Ga Lưu Xá của tuyến đường sắt nằm trên địa bàn phường.

## Lịch sử
Sau năm 1975, Phú Xá là một phường thuộc thành phố Thái Nguyên.
Đến năm 2019, phường Phú Xá được chia thành 29 tổ dân phố, đánh số từ 1 tới 29.
Ngày 23 tháng 7 năm 2019, sáp nhập tổ dân phố 2 vào tổ dân phố 1, sáp nhập hai tổ dân phố 3 và 4 thành tổ dân phố 2, sáp nhập hai tổ dân phố 5 và 6 thành tổ dân phố 3, sáp nhập ba tổ dân phố 7, 8, 9 thành tổ dân phố 4, sáp nhập, hai tổ dân phố 10 và 11 thành tổ dân phố 5, sáp nhập hai tổ dân phố 12 và 13 thành tổ dân phố 6, sáp nhập hai tổ dân phố 14 và 16 thành tổ dân phố 7, sáp nhập hai tổ dân phố 15 và 18 thành tổ dân phố 8, sáp nhập hai tổ dân phố 17 và 19 thành tổ dân phố 9, sáp nhập ba tổ dân phố 20, 21, 22 thành tổ dân phố 10, sáp nhập hai tổ dân phố 23 và 24 thành tổ dân phố 11, sáp nhập ba tổ dân phố 25, 26, 27 thành tổ dân phố 12, sáp nhập hai tổ dân phố 28 và 29 thành tổ dân phố 13.

## Hành chính
Phường Phú Xá được chia thành 13 tổ dân phố: 1, 2, 3, 4, 5, 6, 7, 8, 9, 10, 11, 12, 13.

## Kinh tế - xã hội
Trên địa bàn phường Phú Xá có một số cơ quan và cơ sở kinh tế như Công ty Ván dăm Thái Nguyên, ngoài ra Công ty Gang Thép Thái Nguyên, Trường Đại học Kỹ thuật Công nghiệp và Trường Đại học Kinh tế và Quản trị Kinh doanh thuộc Đại học Thái Nguyên cũng nằm sát ranh giới của phường.